# Tarrafa
La tarrafa es una forma de arte de cerco de pesca semejante a la de la jareta, aunque de dimensiones mucho mayores. Se puede llegar a unas dimensiones de 650 m de largo por unos 65 de alto. Hacia la mitad va un paño de malla de gran tamaño, es el 'cope' o 'copeada'. Todo el arte va rodeado de una doble red mallada. Para poderla arriar se recurre a dos grandes barras que pueden llegar a pesar 50 kg que, una vez aparejado el cerco, se usan para apretar dicho cerco y capturar la pesca.

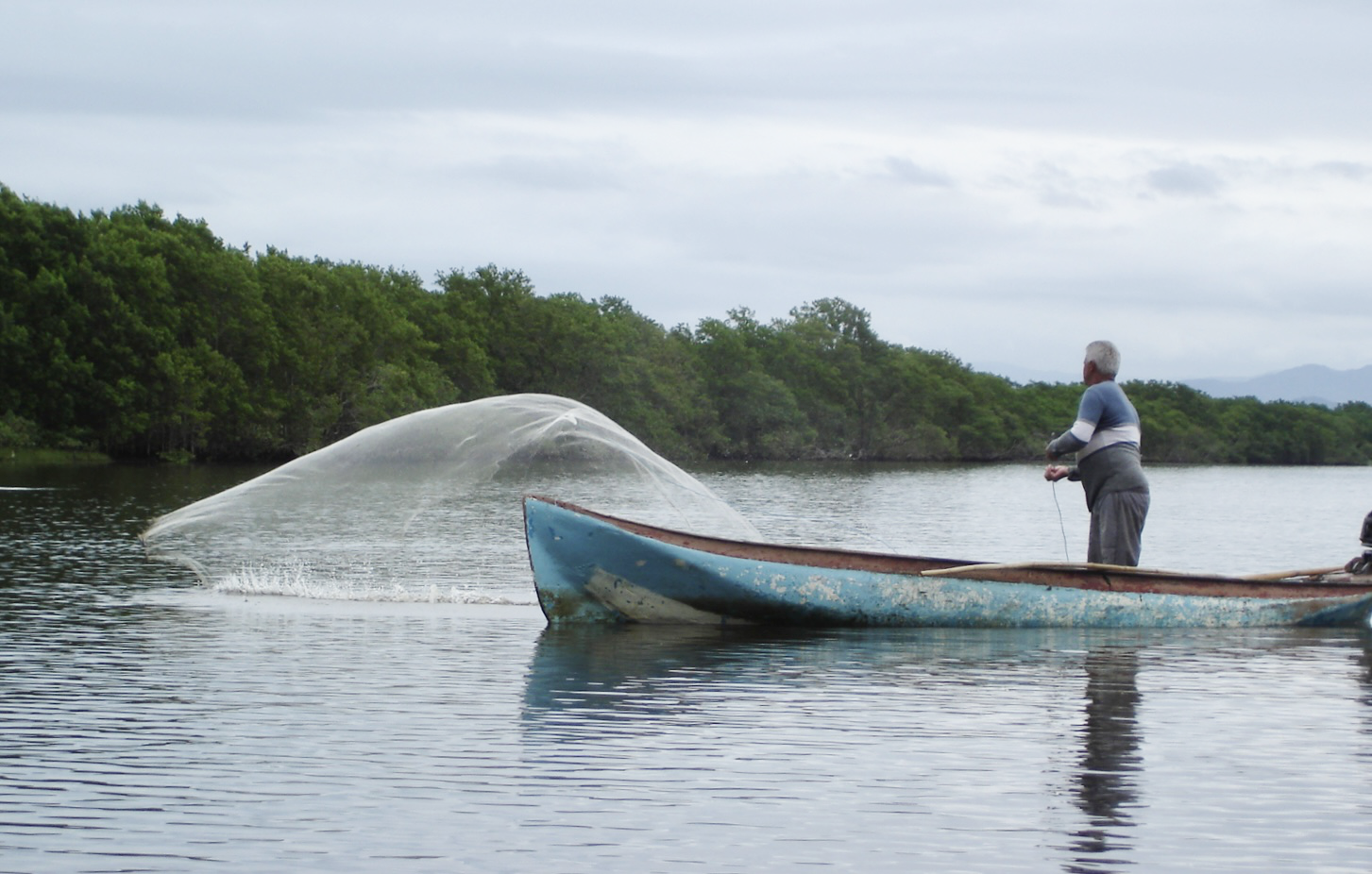
Arte de tarrafa de pequeñas dimensiones, empleada por un solo hombre para la pesca local.

Siendo las dimensiones tan grandes de este arte, la diferencia con otras artes de cerco estriba en el gran tonelaje necesario de los barcos que la emplean.

## Capturas
Su uso está indicado sobre todo para peces de tamaño no muy grande, como la sardina, el jurel o el boquerón.

## Introducción en España
El golfo de Cádiz fue el lugar pionero en España donde se usaría la tarrafa en torno a 1888, concretamente fue Juan Martín Cabet quien la introdujo en Isla Cristina para su propia flota. En Galicia entraría algo después, hacia 1902
El papel destacado de Ayamonte en el desarrollo pesquero en general, e industrial de salazones y conservero, viene demostrado en 1848 y 1885 cuando se abren en Ayamonte la primera fábrica de salazón y la primera conservera del Golfo de Cádiz, a la vez que se utiliza por primera vez en esta zona la tarrafa:
“El arte galeón fue sustituido por otro más perfecto que permitía hacer los lances en mayores profundidades que el peralto de sus redes, disponiendo éstas, una forma de saco cerrado por abajo y por sus bandas. Este arte fue la “Tarrafa”, en su origen importado de los Estados Unidos a … Ayamonte por los Sres. Feu Hermanos y los hermanos Pérez Barroso, que encargaron redes de algodón para construir veintiocho artes de tarrafa. El primero de estas artes fue importada de Boston en el año 1.888."  Texto extraído del trabajo inédito escrito sobre 1929 de Emilio Martí Bogarín, gerente de Pérez y Feu, S.C. y alcalde de Ayamonte.